# Didymoglossum punctatum
Espèce
Didymoglossum punctatum est une espèce de fougères de la famille des Hyménophyllacées. 
Synonymes : Didymoglossum sphenoides (Kunze) C.Presl, Trichomanes sphenoides Kunze, Trichomanes punctatum Poir., Trichomanes punctatum subsp. sphenoides (Kunze) Wess. Boer, Hemiphlebium punctatum (Poir.) Bosch.
Didymoglossum punctatum (Poir.) C.Presl est un homonyme.
Des sous-espèces devraient logiquement être répertoriées :
- Didymoglossum punctatum subsp. floridanum (sur la base de Trichomanes punctatum subsp. floridanum Wess.Boer., endémique de Floride[2])
- Didymoglossum punctatum subsp. sphenoides (sur la base de Trichomanes punctatum subsp. sphenoides (Kunze) Wess.Boer)

## Description
Didymoglossum punctatum est classé dans le sous-genre Didymoglossum.
Cette espèce a les caractéristiques suivantes :
- un long rhizome traçant, densément couvert de poils bruns à noirâtres et sans racines
- un limbe entier ou irrégulièrement incisé ou lobé, ovale à presque circulaire - caractéristique de l'espèce - de petites dimensions - moins de 1,5 cm -
- des fausses nervures parallèles aux vraies nervures mais sans de fausses nervures submarginales (caractéristique du sous-genre)
- une nervuration catadrome.
- des sores peu nombreux - un ou deux, très rarement plus - par limbe
- une indusie tubulaire, avec deux lèvres dont les cellules sont distinctes des tissus du limbe, et dont la bordure est souvent foncée à noire.

Comme toutes les espèces du genre, celle-ci compte 34 paires de chromosomes.

## Distribution
Cette espèce, presque strictement épiphyte, est présente en Amérique tropicale et aux Caraïbes.